# Juri Matwejewitsch Michailow

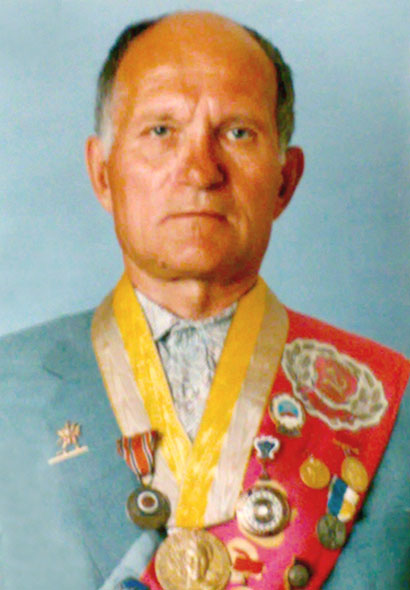
Juri Michailow

Juri Matwejewitsch Michailow (russisch Юрий Матвеевич Михайлов, engl. Transkription Yuriy Mikhaylov; * 25. Juli 1930 in Ulitino; † 15. Juli 2008 in Twer) war ein sowjetischer Eisschnellläufer.
Bei den Olympischen Spielen 1956 in Cortina d’Ampezzo stellte er über 1500 Meter in 2:08,6 Minuten einen Weltrekord auf. Den damit verbundenen Olympiasieg musste er sich mit seinem Landsmann Jewgeni Grischin teilen, der exakt dieselbe Zeit lief.